# Алма-Атинский меховой комбинат
«Алма-Атинский меховой комбинат им. 50-летия СССР» —  нефункционирующее предприятие Министерства лёгкой промышленности Казахской ССР.

## История

### 1938 - 1991
Создан как шорно-сыромятный завод в 1938 году на базе мелкого кожевенного производства, национализированного в 1919 году. Во время Великой Отечественной войны выпускал для фронта военно-обозное снаряжение. В 1942 году состав предприятия вошла эвакуированная Кременчугская шорная фабрика. После войны проведена реконструкция существующих и строительство новых производственных помещений. В 1957 году предприятие получило новое название - «Алма-Атинский меховой комбинат им. 50-летия СССР». Установка высокопроизводительного оборудования позволили сдать в эксплуатацию первую очередь комбината, а в 1962 году вступил в строй ещё один корпус, в котором разместились отделочный, овчинный, скорняжный и пошивочный цеха.
В целом, в советское время комбинат входил в число крупнейших предприятий города.
Изготавливал одежду, головные уборы, а также воротники для швейного производства из мехового сырья: овчина, каракуль, ондатра, норка, кролик и других, которое перерабатывается здесь же. Из отходов овчины и лоскута норки выпускаются коврики и шарфы. В 1982 году произведено продукции более чем на 83 миллиона рублей, в том числе 36,2 % — с Государственным знаком качества. Меховой комбинат ежегодно участвовал во всесоюзных и международных выставках и ярмарках.

### После 1991

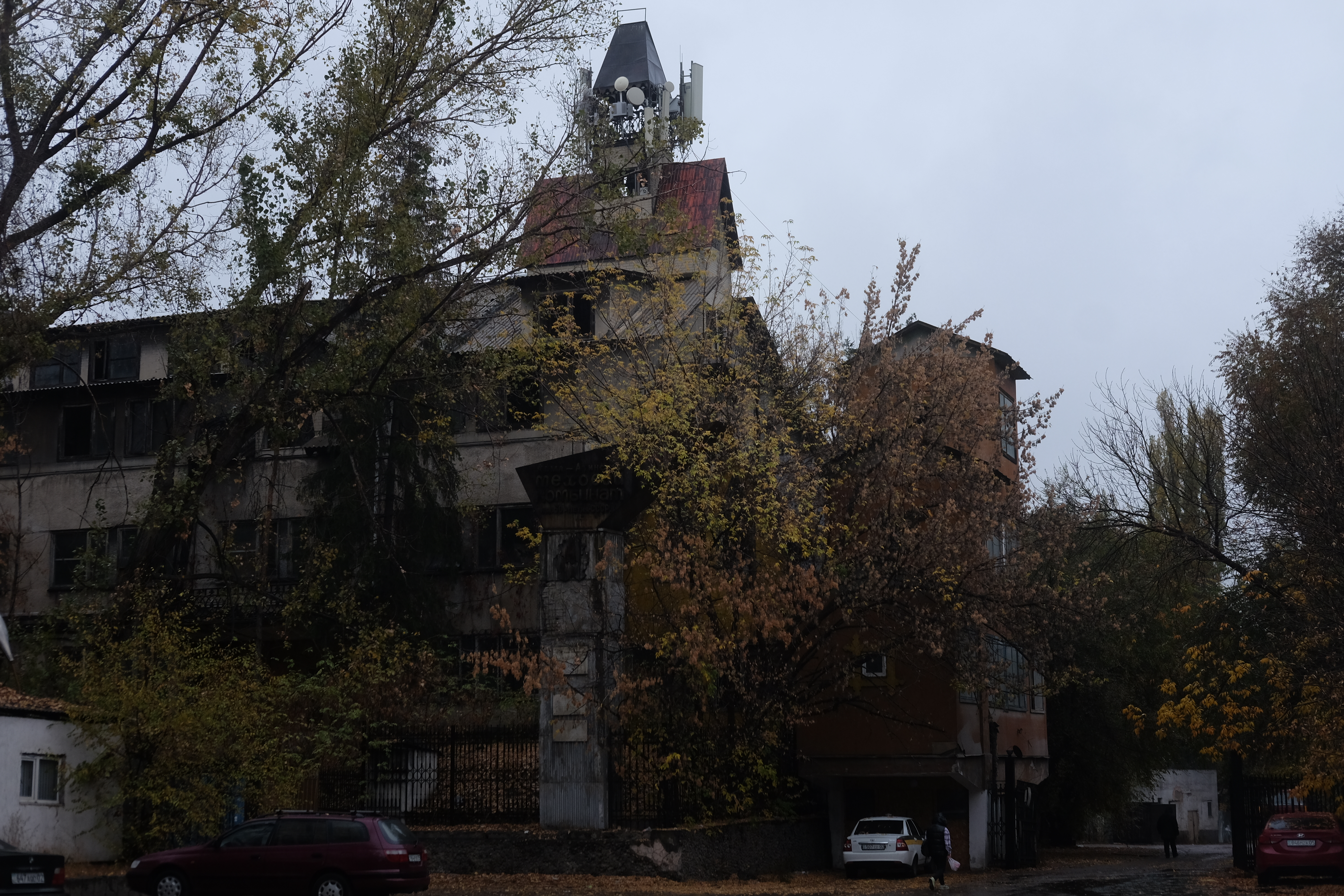
Главная проходная, здание цеха и пристройка более позднего периода.

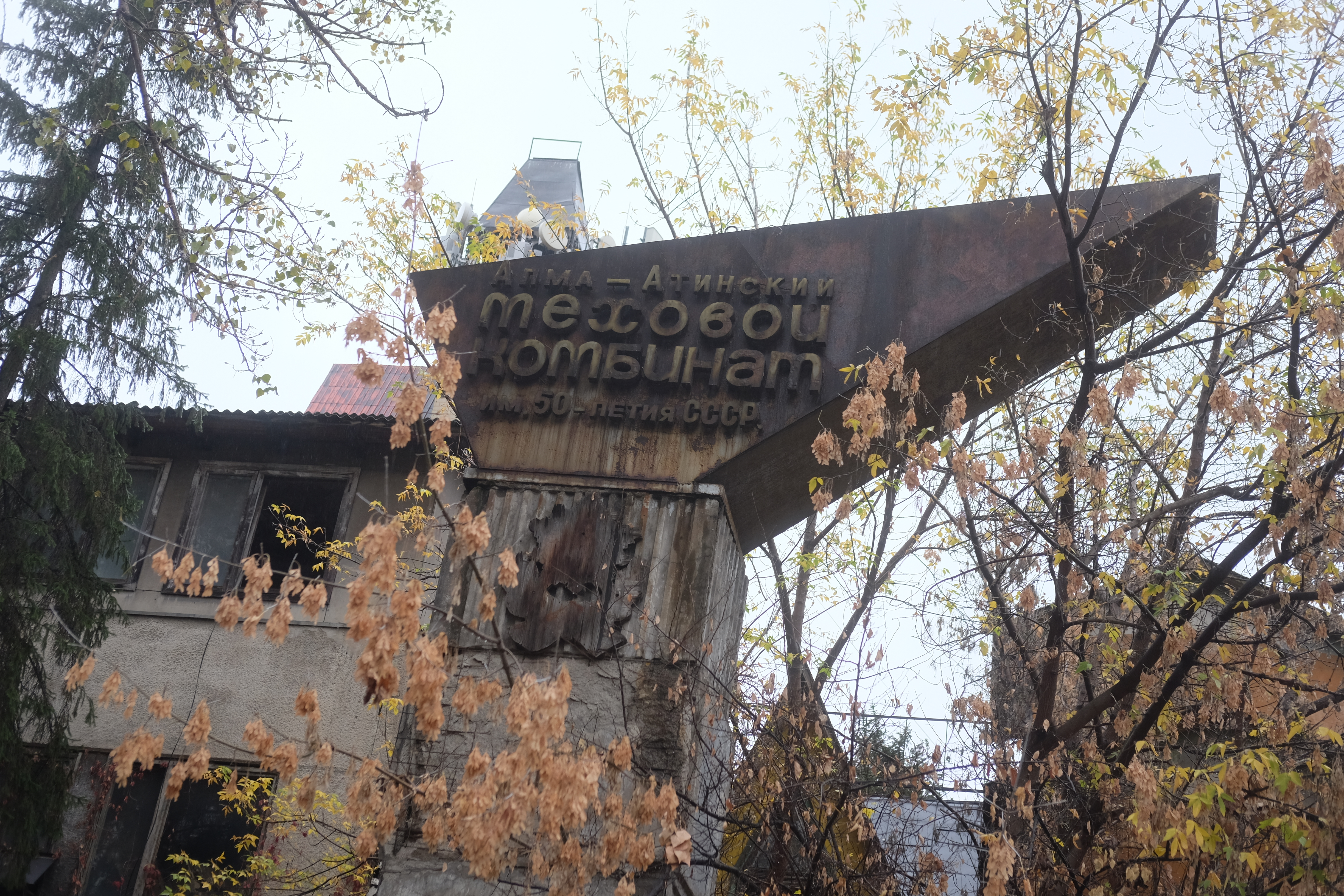
Стелла с названием комбината у главного входа (2022 год)

После провозглашения независимости Казахстана комбинат был приватизирован и в дальнейшем постепенно утрачивал свои производства и экономическое значение. По состоянию на 2022 год завод и его территория проданы частным инвесторам, которые сдают часть территории под склады, часть — под лесопилки. Большинство зданий находятся в разрушенном и непригодном для хозяйственной деятельности состоянии. Территория сильно замусорена, служит частично свалкой для нефункционирующих автомобилей.

## Награды
- Меховой комбинат дважды занесён в Золотую книгу почёта Казахской ССР — в 1975 и 1980 годах.
- В 1976 году 2 вида изделий отмечены Почётными дипломами на 4-м международном конкурсе в Болгарии.
- В 1979 году пальто из шкурок каракуля, было отмечено Большой Золотой медалью на международной ярмарке в Германская Демократическая Республика.
- В 1979 году алма-атинские меховщики завоевали Специальный приз на международном конгрессе мод в Москве.
- В 1982 году изделия мехового комбината отмечены на международных выставках, состоявшихся в Сараево и Пловдиве.
- На Московском международном фестивале мод изделия Алма-Атинского мехового комбината удостоены двух дипломов, серебряной медали и грамоты[2].

## Известные сотрудники
- Колжанова, Мубина Даракуловна (1925—2008) — Герой Социалистического Труда.